# Calathusa striata
Calathusa striata är en fjärilsart som beskrevs av Holloway 1979. Calathusa striata ingår i släktet Calathusa och familjen trågspinnare. Inga underarter finns listade i Catalogue of Life.